# Submillimeter Array

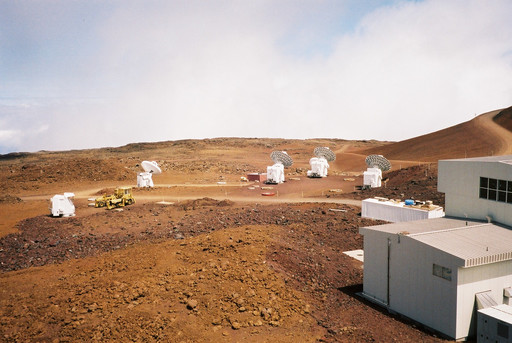
Le SMA en construction (2002).

Le Submillimeter Array (SMA) est un radiotélescope constitué de huit antennes de 6 m de diamètre pouvant pratiquer l'interférométrie. Situé sur le site des observatoires du Mauna Kea, à Hawaï, le SMA est spécialisé en observations submillimétriques pour des fréquences variant entre 180 et 700 GHz. Bien que pouvant opérer de jour comme de nuit, la plupart des observations sont effectuées la nuit alors que la stabilité atmosphérique est à son meilleur.
Le SMA est opéré conjointement par le Smithsonian Astrophysical Observatory et l'Academia Sinica Institute of Astronomy and Astrophysics.

## eSMA
Le SMA a été construit à la suite du succès de l'utilisation en interférométrie du James Clerk Maxwell Telescope et du Caltech Submillimeter Observatory. L'ensemble des 10 radiotélescopes peuvent être utilisés pour former un interféromètre dans les bandes de 230 et 345 GHz, formant ainsi le extended Submillimeter Array (eSMA).

## Recherches
Le SMA est utilisé pour diverses recherches scientifiques. Il est particulièrement efficace pour des observations de poussières et de gaz dont les températures sont près du zéro absolu. Il est le premier radiotélescope à avoir réussi à séparer Pluton et Charon. Il a également découvert que Pluton est 10 K plus froide que prévu. 
Le SMA fait partie du Event Horizon Telescope, qui observe les trous noirs supermassifs proches, permettant une résolution angulaire de l'ordre de l'horizon des événements de ces derniers.